# Ernest d'Autriche (1824-1899)
Ernst Karl Felix Maria Rainer Gottfried Cyriak d'Autriche, né à Milan le 8 août 1824 et mort à Arco le 4 avril 1899) est un archiduc d'Autriche. Il est le deuxième fils de Rainier d'Autriche, vice-roi de Lombardie-Vénétie et d'Élisabeth de Savoie-Carignan.
Il est élevé au grade de feldmarschalleutnant et nommé en 1867 général de cavalerie. Il se retire en 1868 de la vie publique.

## États de service
Ernest est l'un des fils de l'archiduc Rainier (1783–1853), vice-roi de  Lombardie par mariage avec Élisabeth (1800–1856), fille du prince Charles-Emmanuel de Savoie-Carignan. Par son père, il était cousin de l'empereur Léopold II.
Sur recommandation du maréchal Radetzky, il fut placé en 1845 à la tête du 48e régiment d'infanterie. Promu en 1847 général de division de l'armée impériale, il combattit Garibaldi en Italie. Au terme de la bataille de Custoza (1848), il barre le 31 juillet 1848 la route aux insurgés au col de Tassano. Les Sardes, contraints de se replier sur le territoire de la petite république neutre de Saint-Marin, ne peuvent plus que négocier leur capitulation ; mais Garibaldi prend la fuite, ce qui décide le prince Ernest à pénétrer à Saint-Marin pour désarmer les rebelles. Cette campagne lui vaut d'être décoré Grand-croix de l'Ordre impérial de Léopold et élevé au rang de vice-maréchal.
Placé en 1858 à la tête du XIe corps d'armée stationné à Budapest, il reçut ensuite le commandement du IIIe corps d'armée stationné en Carniole et Carinthie. Il prit part à la bataille de Sadowa, et à la fin des hostilités fut nommé gouverneur général de Styrie, de Carniole et de Carinthie. Élevé en 1867 au grade suprême de General der Kavallerie, il prit sa retraite l'année suivante et passa ses dernières années dans la famille de son frère Rainier, séjournant régulièrement à l'Hôtel des Princes (Fürstenhaus) d'Altvater à Arco. C'est là qu'il mourut d'une pneumonie en 1898. Ernest fut inhumé dans le caveau Ferdinand de la Crypte des Capucins à Vienne.

## Union et descendance
Ernest d'Autriche se marie dans un mariage morganatique en 1858 à Ljubljana avec Laura Skublics de Velike et Bessenyö (1826–1865). Leurs enfants portent le nom von Wallburg:
- Ernst von Wallburg (1859–1920)

∞ 1899 Maria Juliana Schaden (1863–1948)
- Laura von Wallburg (1859–1900)
- Heinrich von Wallburg (1861–1888)
- Clothilde von Wallburg (1863–?)

∞ 1. 1884 Sedul Pegger (1843–1891)
∞ 2. 1898 Eugen Szimic Edler von Majdangrad (1846–?)